# Edgardo Ribeiro
Edgardo Ribeiro (Artigas, 13 de octubre de 1921-Maldonado, 22 de febrero de 2006) fue un pintor y muralista uruguayo.

## Biografía
En 1939, gracias a una beca, él y su hermano Alceu se trasladaron a Montevideo donde comenzaron a estudiar con el maestro Joaquín Torres García. Y muy prontamente, en 1943, obtiene el gran Premio "Amigos del Arte".
Entonces se suceden sus logros artísticos: en 1951, el Gran Premio del Salón Artistas del Interior en el Salón Nacional de Bellas Artes, obtiene el gran premio de dibujo (1954) y gran premio de pintura (1955). En 1964 recibió el premio beca VI Bienal Nacional de Uruguay.
Realizó numerosas exposiciones en el país y en el extranjero: París, Holanda, Tokio, México, Washington; sus obras pasaron a estar en los principales museos del mundo, desde Montevideo al Museo de Arte Moderno de Moscú.
Murales: Edificio Ancap y Liga Fomento en Punta del Este en 1946, Panteón de la Sociedad Española en Montevideo, en Buenos Aires, en Corrientes y Pasteur, el de mayor tamaño y más importante de su carrera. En el Liceo Departamental de Minas realiza otro mural en 1949.
Edgardo Ribeiro tuvo una larga actividad como docente, en la que no solo impartió sus conocimientos en su taller particular en Montevideo, sino que fundó talleres en Rocha, Minas y San José. En 1967 fundó en su departamento natal: Artigas, un Taller de Artes Plásticas con el apoyo del Ministerio de Cultura.
Su hijo Edgardo Ribeiro Nario también fue pintor y ejerció funciones diplomáticas en la Embajada de Uruguay en Lisboa.
Falleció el 22 de febrero de 2006 a la edad de 84 años, en Maldonado (Uruguay).

## Premios
- Medalla de Oro. XVIII Salón Nacional
- Gran Premio Medalla de Oro. XIX Salón Nacional